# Rickettsiales
 (juin 2022).
Si vous disposez d'ouvrages ou d'articles de référence ou si vous connaissez des sites web de qualité traitant du thème abordé ici, merci de compléter l'article en donnant les références utiles à sa vérifiabilité et en les liant à la section « Notes et références ».
Ordre
Les Rickettsiales sont un ordre de bactéries à Gram négatif de la classe des Pseudomonadota. Leur nom provient de Rickettsia qui est le genre type de cet ordre.
La plupart de celles qui ont été décrites ne survivent que comme endosymbiotes d'autres cellules. Certaines sont des pathogènes notoires comme le genre Rickettsia, qui provoque diverses maladies humaines. À l'autre extrémité de l'échelle, des études génétiques viennent étayer l'hypothèse que des membres de ce groupe seraient à l'origine des mitochondries (théorie endosymbiotique). D'autres ont également spéculé sur le fait que les virus pourraient s'être développés à partir d'eux ou d'organismes apparentés.

## Liste des familles
Selon la LPSN (7 avril 2025) cet ordre ne comporte que deux familles :
- Rickettsiaceae
- Ehrlichiaceae

## Taxonomie
Le nom correct complet (avec auteur) de ce taxon est Rickettsiales Gieszczykiewicz 1939.
Le genre type est Rickettsia da Rocha-Lima 1916.

### Étymologie
L'étymologie du nom de cet ordre est la suivante : N.L. fem. n. Rickettsia, genre type de l'ordre; L. fem. pl. n. suff. -ales, suffixe pour définir un ordre; N.L. fem. pl. n. Rickettsiales, l'ordre des Rickettsia.

## Publication originale
- Gieszczykiewicz M. Zagadniene systematihki w bakteriologii - Zür Frage der Bakterien-Systematic. Bulletin de l'Académie Polonaise des Sciences Série des Sciences Biologiques 1939; 1:9-27.